# Liste von Learning-Management-Systemen

## Quelloffene (Open Source)
- Canvas
- Chamilo
- Claroline
- HPI Schul-Cloud
- ILIAS
- LAMS – Learning Activity Management System[1]
- LON-CAPA
- Moodle[2]
- Open edX[3]
- OLAT
- OpenOLAT
- Sakai
- Stud.IP

## Proprietär
- Edmodo
- Mathegym
- SAP (SuccessFactors, Litmos)
- Oracle (Taleo)
- traperto (Campus)
- Tutoolio[4]

## Historische
- aTutor (letztes Release 2018)[5]
- ANGEL Learning (übernommen vom Blackboard in May 2009)[6]
- Click2Learn und Docent sind zu SumTotal Systems fusioniert in 2004[7]
- Learn.com (übernommen von Taleo in 2010)[8]
- PeopleSoft (übernommen von Oracle in 2005)
- Plateau Systems (übernommen von Successfactors in 2011)[9]
- Softscape (übernommen von SumTotal in 2010)[10]
- SuccessFactors (übernommen von SAP in 2012)[11]
- SumTotal (übernommen von Skillsoft in 2014)[12]
- Taleo (übernommen von Oracle in 2012)[13]